# Jobst Kázmér
Jobst Kázmér Miklós (Pécs, 1924. december 6. – Zirc, 2016. november 5.) Széchenyi-díjas magyar orvos, vegyészmérnök, laboratóriumi szakorvos, egyetemi tanár, a Magyar Tudományos Akadémia rendes tagja. A kémiai morfológia és a hisztokémia neves kutatója. 1973 és 1979 között a Pécsi Orvostudományi Egyetem (ma a Pécsi Tudományegyetem része) rektorhelyettese.

## Életpályája
1942-ben érettségizett a ciszterci gimnáziumban Pécsett, majd felvették a budapesti József Nádor Műszaki Egyetem Vegyészmérnöki Karára, ahol 1946-ban szerzett vegyészmérnöki diplomát. Ugyanebben az évben kezdte meg tanulmányait a Pécsi Tudományegyetem Orvosi Karán, ahol 1952-ben szerzett orvosi diplomát (addigra az orvosi kar különvált Pécsi Orvostudományi Egyetem néven). Vegyészmérnöki diplomájának megszerzése után, orvosi tanulmányai alatt a POTE Kémiai Intézetében karotinoid és lipidkémiai kutatásokkal foglalkozott. Orvosi diplomájának megszerzése után a POTE Kórbonctani Intézetében a nukleinsavak szubmikroszkópikus morfológiai és hisztokémiai vizsgálatával kezdett el foglalkozni (1968-ig). 1956-ban kórbonctan-kórszövettan szakorvosi, 1959-ben klinikai laboratóriumi vizsgálatok szakorvosi képesítést szerzett. 1968-ban az egyetem Klinikai Kémiai Intézetének (ma: Laboratóriumi Medicína Intézet) vezetője lett, illetve ugyanekkor egyetemi tanári kinevezést kapott. 1973-ban a POTE rektorhelyettese lett, amely tisztségét 1979-ig töltötte be. 1992-ben professor emeritusi címet kapott, illetve kinevezték a siklósi kórház laboratóriumának vezetőjévé. 1995-ben habilitált a Pécsi Orvostudományi Egyetemen.
1964-ben védte meg az orvostudományok kandidátusi, 1974-ben akadémiai doktori értekezését. A Pécsi Akadémiai Bizottságnak, valamint az MTA Orvosi Diagnosztikai Tudományos Bizottságának lett tagja. 1982-ben megválasztották a Magyar Tudományos Akadémia levelező, 1990-ben rendes tagjává. Később az Orvostörténeti Bizottságba, valamint a Tudomány- és Technikatörténeti Komplex Bizottságba is bekerült. 1990 és 1995 között az Orvostudományi Osztály elnöke volt, ilyen minőségében az MTA elnökségében is részt vett. 2000-ben a Szent István Akadémia is felvette tagjai sorába. 1984 és 1993 között a Magyar Laboratóriumi Diagnosztikai Társaság elnöke volt.

## Munkássága
Kutatási területe a celluláris klinikai kémia, ezen belül a manukleinsavak szubmikroszkopikus morfológiája és hisztokémiája (szövetkémia). Nevéhez fűződik a fentiek mennyiségi (kvantitatív) meghatározása „in situ” körülmények között, valamint e viszonyok közötti módszerek kidolgozása. Foglalkozott a hiszton-fehérjék, illetve a glikohisztonok leírásával, valamint kóros viszonyok közötti jelentőségükkel.
Fő műve Kemodiagnosztika néven 1985-ben jelent meg. Ezenkívül több mint kétszáz publikációja, dolgozata jelent meg, többnyire magyar és angol nyelven.

## Díjai, elismerései
- Munka Érdemrend aranyfokozata (1979, 1984)
- Batthyány-Strattmann László-díj (1992)
- Jendrassik Loránd-emlékérem (1994)
- Széchenyi-díj (1995) – Az egészségügyi ellátásban, az orvosképzésben, a tudományos kutatásban és a tudományszervezésben végzett munkájának és elért eredményeinek elismeréséül.
- Genersich Antal-díj (1995)
- Polgár-díj (1996)
- Pécs díszpolgára (1998)
- A Magyar Köztársasági Érdemrend középkeresztje (2009)
- Akadémiai Aranyérem (2014)

## Főbb publikációi
- Contributory Data on the Reduction of Oxo-groups in Lipids (társszerző, 1961)
- Cytophotometric Determinations of Basic Proteins of Cell Nuclei with Basic Dyes (társszerző, 1965)
- Teratogenous Changes and Tumors in Rats Following Treatment with Methylnitroso-urea MNU (1967)
- Kemodiagnosztika (1985)
- Anorgikus ionok és biológiai rendszerünk (1985)
- Cell Analysis in Clinical Chemistry (1989)
- A kémia és morfológia kapcsolata modifikált nukleoproteidekben (1990)
- Blocking of the Amino Groups of Histones Protein by Glucose (társszerző, 1991)
- The Kinetics of Aluminium-containing Antacid Absorption in Man (társszerző, 1994)

## Jobst Kázmér és az állambiztonság kapcsolata
Az ÁBTL-ben örzött íratok alapján Jobst Kázmér III/III.as ügynök volt. A VI.-os kartonja. Dr. Jobst Kázmér. Anyja Dokupil Vilma. Egyetemi tanár, orvos, POTE. Lakik: Pécs, III. ker. Petőfi u. 75. Dr. Varga Ferenc hálózati személy kapcsolata. ”  Egyetemi tanár, orvos, POTE. B-dosszié száma: H-62231/77. Jelenlegi beosztása szerint tudományos rektorhelyettes a hálózati személy munkahelyi felettese, egyben tudományos kapcsolatuk is van. 1978 X 30. ÁBTL 2.2.2.-243641. 